# سزارئو اونزاری
سزارئو اونزاری (انگلیسی: Cesáreo Onzari; ۱ فوریهٔ ۱۹۰۳ – ۷ ژانویهٔ ۱۹۶۴) بازیکن فوتبال اهل آرژانتین بود.
از باشگاه‌هایی که در آن بازی کرده‌است می‌توان به باشگاه فوتبال بوکا جونیورز و باشگاه فوتبال اتلتیکو هوراکان اشاره کرد.
وی همچنین در تیم ملی فوتبال آرژانتین بازی کرده‌است.